# Alberto Marini
Alberto Marini (Torí, Piemont, 3 de setembre de 1972) és un director de cinema, guionista i muntador italià. És llicenciat en Dret.

## Filmografia

### Director
- 1995: Que sera sera
- 1998: Scomparsa

### Guionista
- 1995: Que sera sera
- 1998: Scomparsa
- 2004: Romasanta
- 2006: Películas para no dormir: Para entrar a vivir (TV)
- 2011: Mentre dorms

### Com a muntador
- 1995: Que sera sera

## Premis i nominacions
- 2012. Premi Gaudí al millor guió per Mentre dorms